# 湖岸通り77番地
湖岸通り77番地(こがんどおりななじゅうななばんち)は1998年4月～2008年3月までe-radioで放送されていたラジオ番組で、金曜日の7:30-14:55に放送されていた。通称「コガナナ」と省略。パーソナリティは2000年9月までは寺立知可、2000年10月から中野栄美子に交代した。晩年は豊田一美に代わり橋本マサキが担当していた。2007年に11月30日に豊田一美がe-radioを退職したため、サブサポーターとして小野千穂・森田純史が出演し2008年2月15日から橋本マサキが正式にパーソナリティとなった。
また、「湖岸通り」とはエフエム滋賀本社の社屋が湖岸通りのすぐそばにあることと、「77番地」の77という数字はe-radio周波数の77.0MHzからとったものである。これを合成してこの番組名となった。

## パーソナリティ
- 中野栄美子
- 橋本マサキ
- 小野千穂（準レギュラー）
- ALCO

## タイムテーブル
7:30-11:00がモーニング、11:30-14:55がアフタヌーンとなる。又、11:00-11:30にディア・フレンズを挟む。

### モーニング
- 7:30頃　オープニング
- 7:40頃　交通情報
- 7:42頃　お天気情報(カインズ提供)
- 7:55頃　交通情報
- 7:57頃　レイクサイドニュース
- ここからはSKYネット枠コーナーを放送
  - 8:00頃　SUZUKI Future Navi(SUZUKI提供)
  - 8:09頃　Roots Presents マリーに聞いてゴー!
  - 8:10頃　Honda SWEET MISSION(HONDA提供)
- SKYネット枠ここまで
- 8:20頃　交通情報(滋賀日産提供)
- 8:30-8:40頃　アヤハディオ・グッドライフガイド(アヤハディオ提供)
- 8:40頃(第2・第4のみ)　インフォメーション彦根(彦根市提供)
- 9:00-9:30頃　平和堂 MY DAILY LIFE(平和堂提供　木谷美帆のレークサイドモーニング77にも同じコーナーが有る。)
- 10:15頃(第1・第3・第5のみ)　シネマ de パラダイス(水口アレックスシネマ提供)

### アフタヌーン
- 11:40頃　e-radioのニュース（e-radioに関するニュース）
- 12:00-12:55 おひるねっとステーション（しがぎん経済文化センター提供）

※2000年5月から2006年9月まで
- 13:05-13:15頃　ミニモ GO ROUND(NTTドコモ関西提供)
- 13:40頃(第1・第3・第5のみ)　旅のトレンド・一番乗り(読売旅行　大津彦根営業所提供)
- 14:00頃　コガナナフォークランデブー(アヤハグループ提供)
- 14:15頃　FMラジオショッピング(JFNC製作「FRIDAY GOES ON!」枠によるネット)
- 14:50頃　エンディング
- 14:53頃　交通情報

## 補足
- 読売旅行の協賛でバスツアーが開催されたこともあった。なお、旅行の行き先で遠距離は石川県の金沢市である。この旅行はエフエム石川との共同企画であった。
- 不定期で本社スタジオを飛び出して、公開放送も行われた。
- 1998年4月から2001年3月まで同名の月刊タイムテーブルが発行されていた。